# Анатоли Дамяновски
Анатоли Кръстев Дамяновски (на македонска литературна норма: Анатоли Крстев Дамjановски) е политик от Социалистическа република Македония.

## Биография
Роден е на 10 април 1928 година в село Лазарополе. През 1947 година завършва учителска школа, а през 1951 педагогика във Философския факултет на Скопския университет. През 1954 е асистент по дидактика във Философския университет. В периода 1969-1972 е директор на републиканската служба за напредък на училищата. В периода 1978-1986 е републикански секретар с ранг на министър за образование и наука. Председател е на комитета за образование към Югославската комисия за сътрудничество с ЮНЕСКО. Председател на Републиканския педагогически съвет, на Педагогическата дружество на Македония. Известно време е главен редактор на сп. „Просветно дело“.